# Mariam Mamadachvili
Mariam Mamadachvili (géorgien : მარიამ მამადაშვილი), née le 16 novembre 2005 à Tbilissi en Géorgie, est une chanteuse géorgienne, connue pour avoir remporté le Concours Eurovision de la chanson junior 2016, où elle représentait la Géorgie.
Elle a fait ses premiers pas sur scène à l'âge de quatre ans. Elle a étudié au Bzikebistudio en Géorgie, ainsi qu'à l'Evgeni Mikeladze State Central Music School. Elle a alors fait plusieurs apparitions télévisées. Elle s'installe en 2015 dans le Connecticut, aux États-Unis, où elle fréquente la Tomlinson Middle School et la Broadway Method Academy. Elle réside actuellement à Fairfield.
Le 20 novembre 2016, elle fait partie des dix-sept participants au Concours Eurovision de la chanson junior 2016, à La Valette à Malte. Elle représente la Géorgie avec sa chanson Mzeo (géorgien : მზეო, Soleil). Elle est la dernière à monter sur scène, puis remporte la victoire, avec un total de 239 points, devant l'Arménie et l'Italie. C'est la troisième fois que la Géorgie remporte le Concours Eurovision de la chanson junior, les deux premières victoires ayant été remportées en 2008 par Bzikebi et en 2011 par le groupe CANDY.